# Pygaerinae
Sous-famille
Les Pygaerinae forment une sous-famille de lépidoptères (papillons) de nuit de la famille des Notodontidae.

## Liste des genres
- Allata Walker, 1862
- Caschara Walker, 1862
- Clostera Samouelle, 1819
- Coscodaca Kiriakoff, 1968
- Ginshachia Matsumura, 1929
- Gluphisia Boisduval, 1828
- Gonoclostera Butler, 1877
- Metaschalis Hampson, 1893
- Micromelalopha Nagano, 1916
- Pterotes Berg, 1901
- Pygaera Ochsenheimer, 1810
- Rhegmatophila Standfuss, 1888
- Rosama Walker, 1855
- Spatalia Hübner, 1819